# Solbjerg Sogn (Kalundborg Kommune)
Solbjerg Sogn ist eine Kirchspielsgemeinde (dän.: Sogn) auf der dänischen Insel Seeland.
Bis 1970 gehörte sie zur Harde Løve Herred im damaligen Holbæk Amt, danach zur Høng Kommune im Vestsjællands Amt, die wiederum im Zuge der Kommunalreform zum 1. Januar 2007 in der erweiterten Kalundborg Kommune in der Region Sjælland aufgegangen ist.

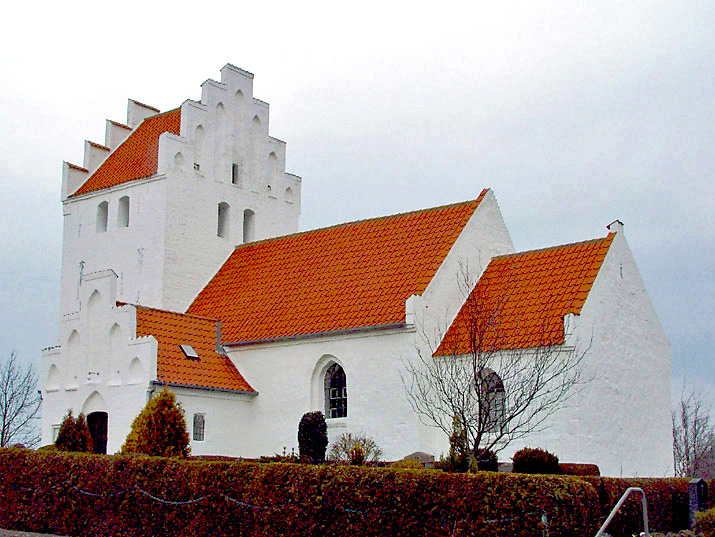
Solbjerg kirke

Am 1. Januar 2023 lebten im Kirchspiel 280 Einwohner, die „Solbjerg Kirke“ liegt auf dem Gebiet der Gemeinde.
Nachbargemeinden sind im Norden Finderup Sogn, im Osten Ørslev Sogn, im Westen Gierslev Sogn, sowie auf dem Gebiet der Slagelse Kommune im Süden Havrebjerg Sogn und im Südwesten Sønderup Sogn.